# Orális gyógyszerbevitel

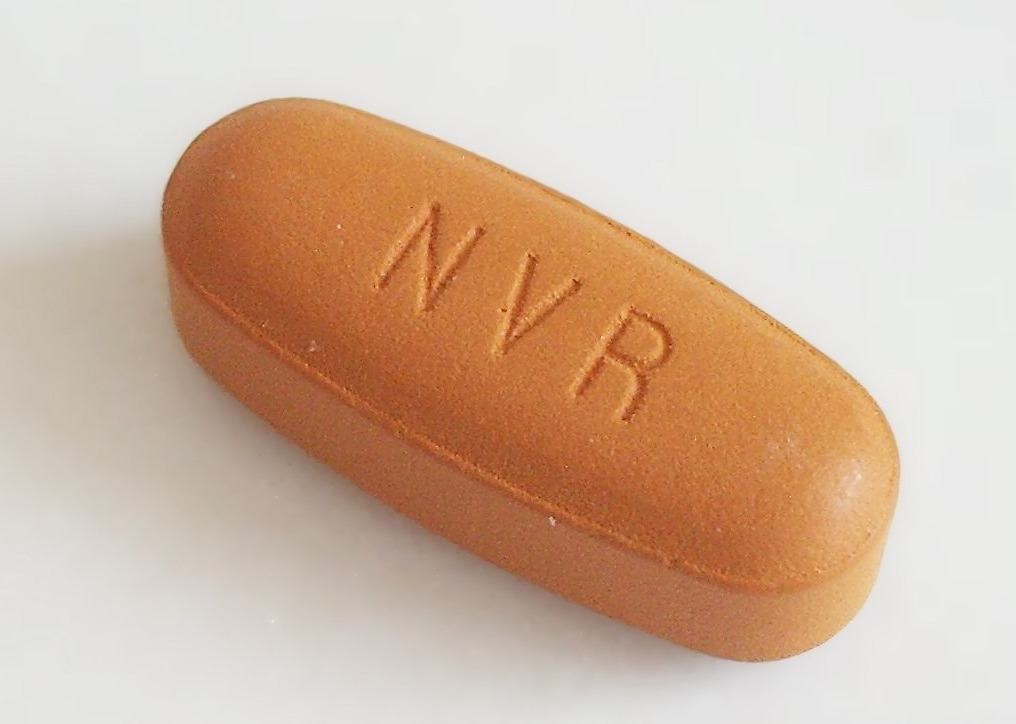
Tabletta

Orális gyógyszerbevitel esetén az orvosságot szájon át juttatjuk a testbe. Ilyenkor a gyógyszer halmazállapota szilárd vagy folyadék. A szilárd halmazállapotú gyógyszer  tabletta, filmtabletta vagy por, míg a folyékony a legtöbb esetben valamilyen oldat, de a nem oldható összetevők esetében lehetséges emulzió vagy szuszpenzió is. Orális gyógyszerbevitelnél a hatóanyag felszívódása könnyen szabályozható. A tabletták általában a gyomorban, míg a filmtabletták és kapszulák hatóanyagai a belekben szívódnak fel.